# レース・センサー
レース・センサーはドン・レースによってデザインされ、Actodyne General Internationalが1985年から製造しているギター用ピックアップ。1987年から1996年はフェンダーに独占供給された。レース・センサーはシングルコイル・ピックアップであり、フェンダー・ジャガーに使用されているピックアップ同様にコイル線を囲むように金属製のバリアがあることが特徴。